# Спирито Санто (Равена)
Базиликата „Спирито Санто“ (на италиански: Basilica dello Spirito Santo) е паметник на раннохристиянската архитектура в Равена, Италия. Разположена е в центъра на града, на Piazzetta degli Ariani, в близост до Баптистерия на арианите.

## История
Базиликата е построена през V век. Въпреки че не е възможно да се установи с точност времето на изграждането и, без съмнение сградата е построена през време на управлението на остготския крал Теодорих Велики, т.е през периода 493 – 526 г.
Базиликата е първата арианска църква в Равена.
Според латински извори първоначално носи името „Свети Атанасий“ или „Възкресение Господне“. През 526 г. е осветена от равенския епископ Анджело в чест на Свети Теодор Тирон (Амасейски) и едва впоследствие е посветена на Светия Дух.
През ХVІ век е построено открито преддверие. Базиликата се използва като църква от Гръцката православна католическата църква.

## Архитектура и интериор
Базиликата е изградена от тънки червени тухли, скрепени с бял хоросан. Фасадата е доминирана от открит нартекс оформен от пет арки, пристроен през 1543 г. От това време е и позлатения таван на храма.
В архитектурен план сградата е трикорабна базилика с тристенна апсида. Трите кораба (нефа) са разделени от колонади с по седем колони във всяка, увенчани с капители. Базиликата е с размери 26,41 м. дължина и 16,99 м. широчина. Към нея няма изградена кула-камбанария.
В базиликата е запазен мраморен амвон от времето на крал Теодорих. В базиликата се съхранява и голяма картина на Ливио Агрести от Форли, изобразяваща епископ Коломбини. Апсидата е била украсена с мозайки с ариански сюжети, но те са били премахнати след смъртта на крал Теодорих. Вподствие са заменени с фрески, които през годините също са унищожени.